# Silvana Mangano

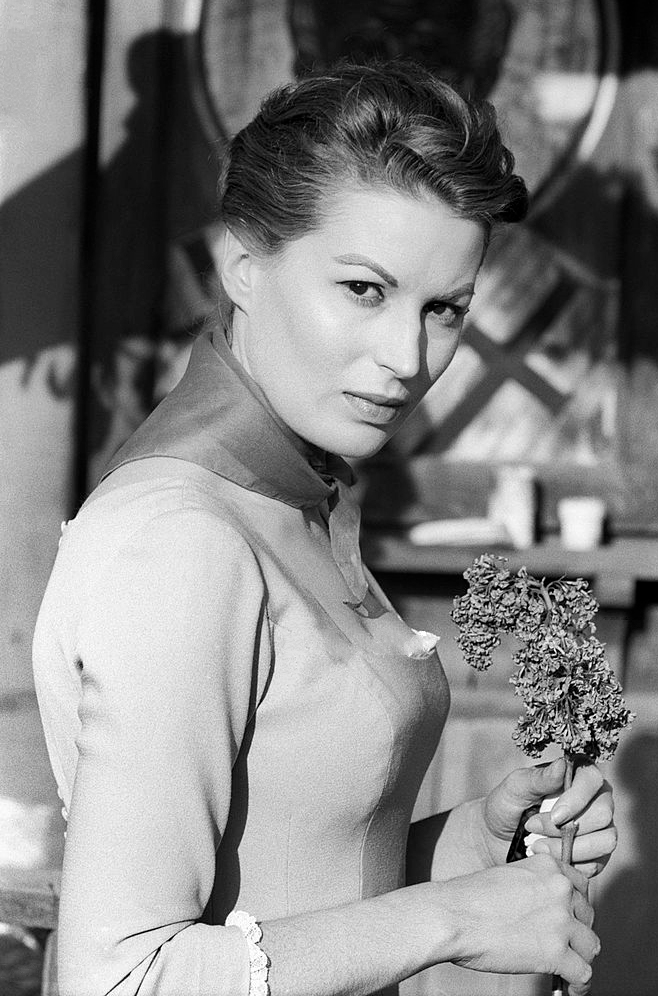
Silvana Mangano (1958)

Silvana Mangano (* 21. April 1930 in Rom; † 16. Dezember 1989 in Madrid) war eine italienische Schauspielerin, die lange zu den beliebtesten Darstellerinnen ihres Landes gehörte.

## Leben
Mangano wurde in Rom als Tochter eines italienischen Vaters und einer englischen Mutter (Ivy Webb aus Croydon) geboren. Durch den Zweiten Weltkrieg war die Familie verarmt. Silvana lernte zu tanzen und arbeitete als Fotomodell. Als Sechzehnjährige wurde sie 1946 zur „Miss Rom“ gewählt und erhielt eine Rolle in Mario Costas Film L'Elisir d'amore. Silvana Mangano nahm 1947 an dem legendären Schönheitswettbewerb zur „Miss Italia“ teil, bei dem sich auch Gina Lollobrigida, Eleonora Rossi Drago, Gianna Maria Canale sowie die spätere Siegerin Lucia Bosè zur Wahl stellten.
Der Durchbruch gelang ihr 1949 mit dem Film Bitterer Reis. Anschließend gehörte sie zu den großen weiblichen Filmstars Italiens. International bekannt wurde sie durch ihre Doppelrolle als Circe und Penelope in dem Abenteuerfilm Die Fahrten des Odysseus an der Seite von Kirk Douglas und Anthony Quinn. In ihrem Heimatland hatte sie durch Filme wie Alberto Lattuadas Anna einen ähnlichen Bekanntheitsgrad wie Lollobrigida oder Sophia Loren, international war das weniger der Fall. Ab Ende der 1960er-Jahre drehte sie mehrfach mit Luchino Visconti und Pier Paolo Pasolini. Bei Pasolini spielte sie unter anderem die Mutter in dessen Skandalfilm Teorema – Geometrie der Liebe, für Visconti die Mutter von Tadzio in Tod in Venedig, die Cosima Wagner in Ludwig II. und die materialistische Ehefrau eines Industriellen in Gewalt und Leidenschaft. Ab Mitte der 1970er-Jahre stand sie seltener vor der Kamera, im Jahr 1984 hatte sie eine Nebenrolle in David Lynchs Science-Fiction-Film Der Wüstenplanet.
Silvana Mangano heiratete 1949 den Filmproduzenten Dino De Laurentiis, ab 1983 lebte das Paar getrennt. Aus der Ehe gingen vier Kinder hervor. Silvana Mangano litt zuletzt an Lungenkrebs. Nach einer Operation am 4. Dezember 1989 fiel sie ins Koma. Sie starb, ohne das Bewusstsein wiedererlangt zu haben, in der Nacht vom 15. auf den 16. Dezember in einem Krankenhaus in Madrid.

## Filmografie (Auswahl)
- 1945: Le jugement dernier – Regie: René Chanas
- 1946: L'Elisir d'amore – Regie: Mario Costa
- 1947: Das Verbrechen des Giovanni Episcopo (Il delitto di Giovanni Episcopo) – Regie: Alberto Lattuada
- 1948: Gli uomini sono nemici – Regie: Ettore Giannini
- 1949: Bitterer Reis (Riso amaro)
- 1949: Graf Cagliostro (Black Magic) – Regie: Gregory Ratoff
- 1949: Der Wolf der Silaberge (Il lupo della Sila) – Regie: Duilio Coletti
- 1950: Freiwild (Il brigante Musolino) – Regie: Mario Camerini
- 1951: Anna
- 1953: Il più comico spettacolo del mondo – Regie: Mario Mattoli
- 1954: Mambo – Regie: Robert Rossen
- 1954: Das Gold von Neapel (L'oro di Napoli)
- 1954: Die Fahrten des Odysseus (Ulisse)
- 1956: Frauen und Wölfe (Uomini e lupi) – Regie: Giuseppe De Santis
- 1958: Heiße Küste (This Angry Age) – Regie: René Clément
- 1958: Sturm im Osten (La tempesta) – Regie: Alberto Lattuada
- 1959: Man nannte es den großen Krieg (La grande guerra)
- 1960: Jovanka und die anderen (Jovanka e le altre)
- 1961: Das Leben ist schwer (Una vita difficile)
- 1961: Die Leiche ist im falschen Koffer (Crimen) – Regie: Mario Camerini
- 1961: Das Jüngste Gericht findet nicht statt (Il giudizio universale)
- 1961: Barabbas (Barrabà)
- 1963: Il processo di Verona – Regie: Carlo Lizzani
- 1964: Il disco volante – Regie: Tinto Brass
- 1965: Io, io, io… e gli altri – Regie: Alessandro Blasetti
- 1967: Hexen von heute (Le streghe)
- 1967: Edipo Re – Bett der Gewalt (Edipo Re)
- 1968: Teorema – Geometrie der Liebe (Teorema)
- 1971: Tod in Venedig (Morte a Venezia)
- 1971: Decameron (Il Decameron)
- 1972: Teuflisches Spiel (Lo scopone scientifico) – Regie: Luigi Comencini
- 1973: Ludwig II. (Ludwig)
- 1974: Gewalt und Leidenschaft (Gruppo di famiglia in un interno)
- 1984: Der Wüstenplanet (Dune)
- 1987: Schwarze Augen (Oci ciornie)
- 1988: Slugs (nicht genannt)

## Auszeichnungen
David di Donatello
- 1963: Beste Darstellerin für Il processo di Verona (zusammen mit Gina Lollobrigida für Kaiserliche Venus)
- 1967: Beste Darstellerin für Hexen von heute
- 1973: Beste Darstellerin (Migliore Attrice) für Teuflisches Spiel (zusammen mit Florinda Bolkan für Liebe Eltern)
- 1988: Nominiert als beste Nebendarstellerin (Migliore Attrice non Protagonista) für Schwarze Augen

Goldener Pokal (italienischer Filmpreis)
- 1963: Beste Darstellerin für Il processo di Verona
- 1967: Beste Darstellerin für Hexen von heute

Nastro d’Argento
- 1955: Beste Darstellerin (Migliore Attrice Protagonista) für Das Gold von Neapel
- 1958: Nominiert als beste Darstellerin für Frauen und Wölfe und für Heiße Küste
- 1964: Beste Darstellerin für Il processo di Verona
- 1972: Beste Nebendarstellerin für Morte a Venezia (zusammen mit Marina Berti für La califfa)
- 1974: Nominiert als beste Nebendarstellerin für Ludwig II.
- 1975: Nominiert als beste Darstellerin (Migliore Attrice Protagonista) für Gewalt und Leidenschaft
- 1988: Nominiert als beste Nebendarstellerin (Migliore Attrice Non Protagonista) für Schwarze Augen